# Eurypterus
Eurypterus (castellanizado euríptero) es un género de euriptéridos que vivió en el periodo Silúrico, hace 420 millones de años. El euríptero se suele describir como un escorpión marino ya que tenía una afilada aguja en su cola, que probablemente usaba en el combate. Sin embargo, es miembro de la superclase Merostomata, un grupo de artrópodos que actualmente incluye únicamente al cangrejo herradura y que no está directamente emparentada con los escorpiones, los cuales pertenecen a otra clase distinta, los arácnidos.

## Descubrimiento
El primer fósil de Eurypterus fue hallado en 1818 por S. L. Mitchill, un coleccionista de fósiles. Fue recuperado en la Formación Bertie de New York (cerca de Westmoreland, en el condado de Oneida). Mitchill interpretó los apéndices del caparazón como bigotes sobresaliendo de la boca. En consecuencia él identificó al fósil como un pez gato del género Silurus.
Fue solo siete años después, en 1825, que el zoólogo estadounidense James Ellsworth De Kay identificó correctamente el fósil como el de un artrópodo. Él lo denominó Eurypterus remipes y estableció al género Eurypterus en el proceso. El nombre significa "ala ancha" o "aleta amplia", en referencia a sus extremidades natatorias, derivado del griego εὐρύς (eurús, ancho) y πτερόν (pteron, ala).
Sin embargo, De Kay pensaba que Eurypterus era un branquiópodo (un grupo de crustáceos que incluye a las artemias y las pulgas de agua). Poco después, Eurypterus lacustris fue descubierto también en Nueva York en 1835 por el paleontólogo Richard Harlan. Otra especie fue descubierta en Estonia en 1858 por Jan Nieszkowski. él consideró que era de la misma especie que el primer descubrimiento (E. remipes); es ahora clasificado como Eurypterus tetragonophthalmus. Estos especímenes de Estonia son con frecuencia de una extraordinaria calidad, preservando incluso la verdadera cutícula de sus exoesqueletos. En 1898, el paleontólogo sueco Gerhard Holm separó estos fósiles del lecho rocoso con ácidos. Holm fue entonces capaz de examinar los casi perfectamente preservados fragmentos bajo el microscopio. Su notable estudio llevó al entendimiento moderno de la morfología de los euriptéridos.
Muchos fósiles fueron recuperados en gran abundancia en el área de Nueva York en el siglo XIX, y en varias parte de Eurasia y el este de Norteamérica. Actualmente, los restos de Eurypterus hacen que sea uno de los géneros de euriptéridos mejor conocidos y más abundantes, abarcando más del 95% de todos los fósiles conocidos de euriptéridos.

## Clasificación
El género Eurypterus pertenece a la familia Eurypteridae que está incluida a su vez en la superfamilia Eurypteroidea, el suborden Eurypterina, el orden Eurypterida, y el subphylum Chelicerata. Hasta hace poco, los euriptéridos fueron considerados como miembros de la clase Merostomata junto al orden Xiphosura. Se cree que más bien los euriptéridos son el grupo hermano de Arachnida, más cercanos por tanto a los escorpiones y arañas que a los cangrejos de herradura.
Eurypterus fue el primer taxón reconocido de euriptéridos y es el más común. En consecuencia, casi todos los euriptéridos remotamente parecidos fueron clasificados durante el siglo XIX bajo este género (exceptuando a los bien diferenciados miembros de las familias Pterygotidae y Stylonuridae). El género fue eventualmente dividido en varios géneros a medida que se desarrollaba la ciencia de la taxonomía.
En 1958, varias especies distinguidas por tener los ojos situados cercanamente y tener espinas en sus apéndices natatorios fueron incluidas en el género Eiropterus por Erik Kjellesvig-Waering. Otra división fue propuesta por Lief Størmer en 1973 cuando él reclasificó a algunas especies de Eurypterus a Baltoeurypterus basándose en algunos de los últimos segmentos de sus aletas. O. Erik Tetlie en 2006 estimó que estas diferencias eran demasiado insignificantes como para justificar un género separado. Él incluyó a Baltoeurypterus de nuevo en Eurypterus. Se cree que las variaciones menores descritas por Størmer son simplemente diferencias halladas entre los adultos y los juveniles de una especie.

## Morfología

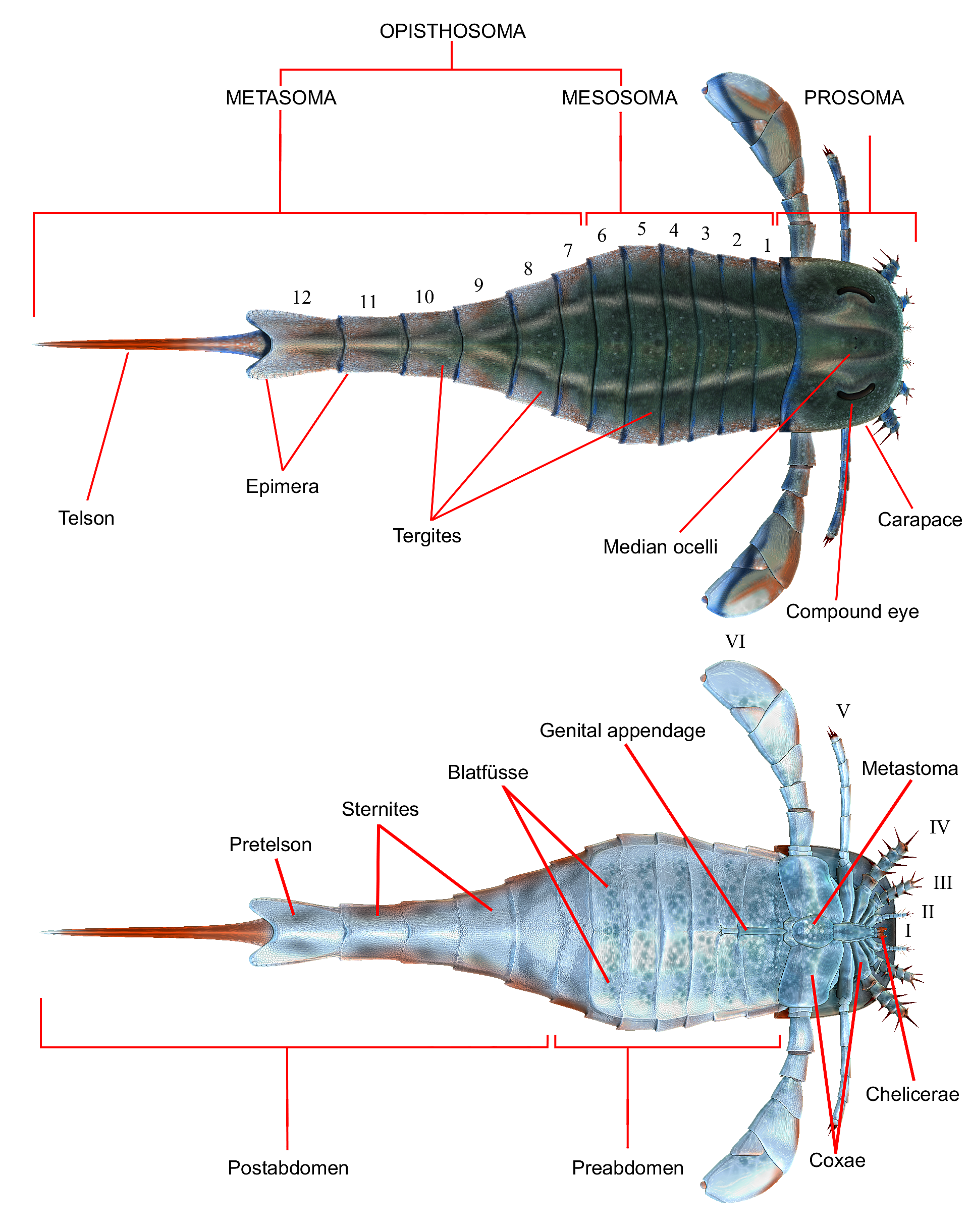
Anatomía de un Eurypterus.

Los euriptéridos se encuentran entre los mayores artrópodos conocidos que hayan existido. La mayor especie conocida (Jaekelopterus rhenaniae) alcanzaba más de 2,5 metros de longitud, un tamaño cercano al de un cocodrilo. Las especies de Eurypterus, por su parte, eran mucho más pequeñas.
E. remipes medía por lo general entre 13 a 20 centímetros de longitud. E. lacustris tenía mayores tamaños en promedio, de 15 a 23 centímetros. El mayor ejemplar de E. remipes mide 1,3 metros de largo, y se exhibido en el Instituto de Investigación Paleontológica de Nueva York.
Los fósiles de Eurypterus frecuentemente aparecen en tamaños parecidos en un área dada. Esto puede ser resultado de que los fósiles fueran "ordenados" en hileras a medida que fueron depositados en las aguas someras por acción de las tormentas y las olas.

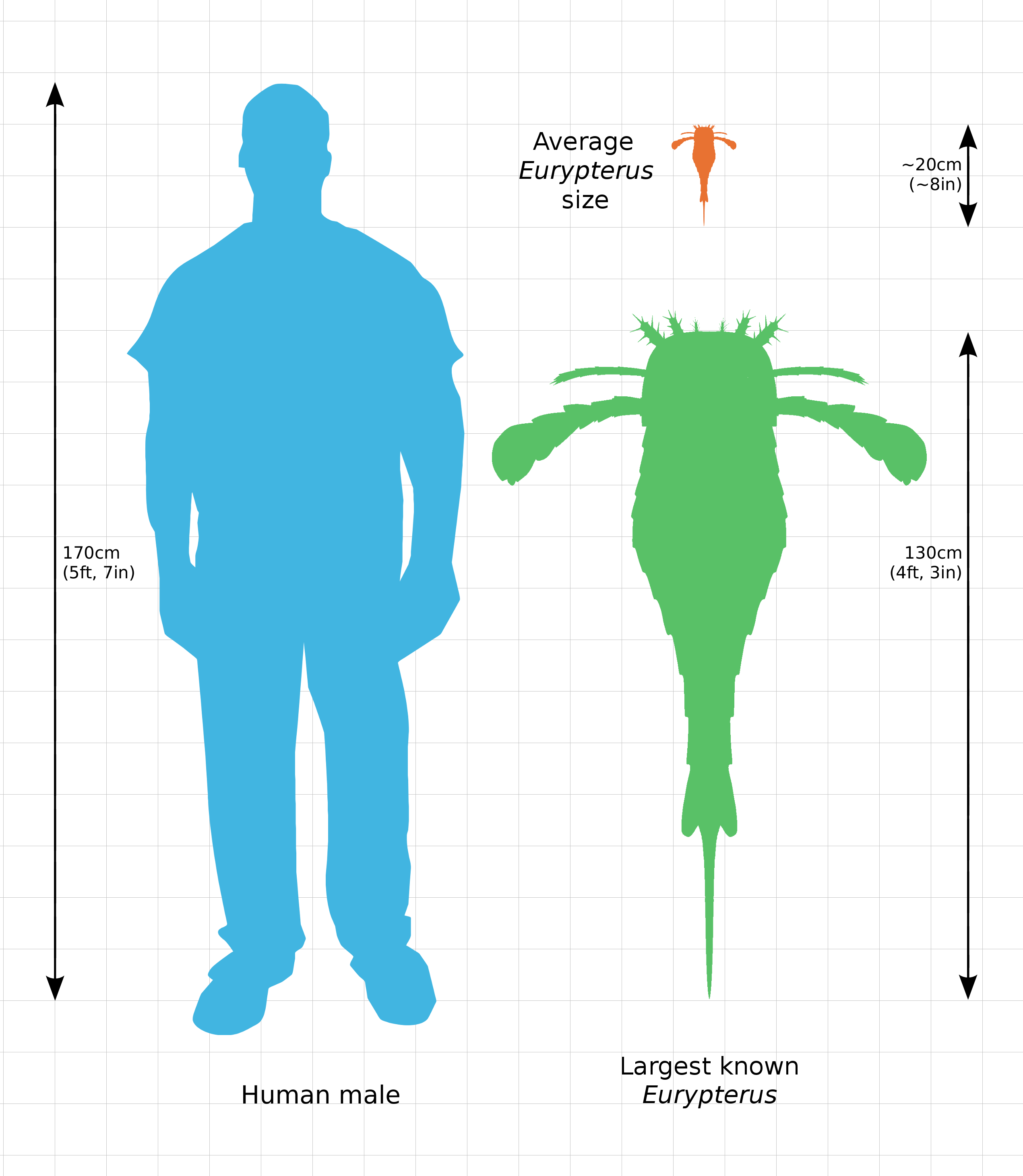
Comparación de un hombre adulto promedio (170 centímetros de altura) con un Eurypterus remipes de longitud promedio (alrededor de 20 centímetros) y el mayor ejemplar conocido de E. remipes (130 centímetros).

El cuerpo de Eurypterus se divide dos partes, el prosoma y el opistosoma (a su vez dividido en el mesosoma y el metasoma).
El prosoma es la parte delantera del cuerpo, que se compone de seis segmentos fusionados para formar el cefalotórax (cabeza y tórax). Posee un caparazón semicircular o subrectangular en forma de placa. En el lado dorsal de este último hay dos grandes ojos compuestos en forma de luna creciente. También poseían dos ojos simples más pequeños, sensibles a la luz (los ocelos medios) cerca del centro del caparazón en una pequeña elevación (conocida como el montículo ocelar). Bajo el caparazón se encuentra la boca y seis apéndices, usualmente referidos con los números romanos I-VI. Cada apéndice a su vez se compone de nueve segmentos (conocidos como podómeros) etiquetados con números arábigos 1-9. Los primeros segmentos que conectan los apéndices al cuerpo son conocidos como coxas.
El primer par (apéndice I) corresponde a los quelíceros, pequeños apéndices acabados en pinzas usados para separar en trozos su comida durante la alimentación (masticación). Después de los quelíceros hay tres pares de patas cortas (apéndices II, III y IV) provistos de dos espinas en cada podómero, mientras que el segmento terminal solo tiene una espina. Los dos últimos segmentos son con frecuencia indistinguibles y dan la apariencia de un único segmento con tres espinas. Se usaban tanto para caminar como para capturar presas. El siguiente par (apéndice V) es más largo que los tres primeros pares y casi sin espinas, exceptuando al segmento de la punta. El último par (apéndice VI) está transformado en anchas patas en forma de aleta usadas para nadar. Las coxas de los apéndices VI son amplias y aplanadas, asemejándose a una "oreja".

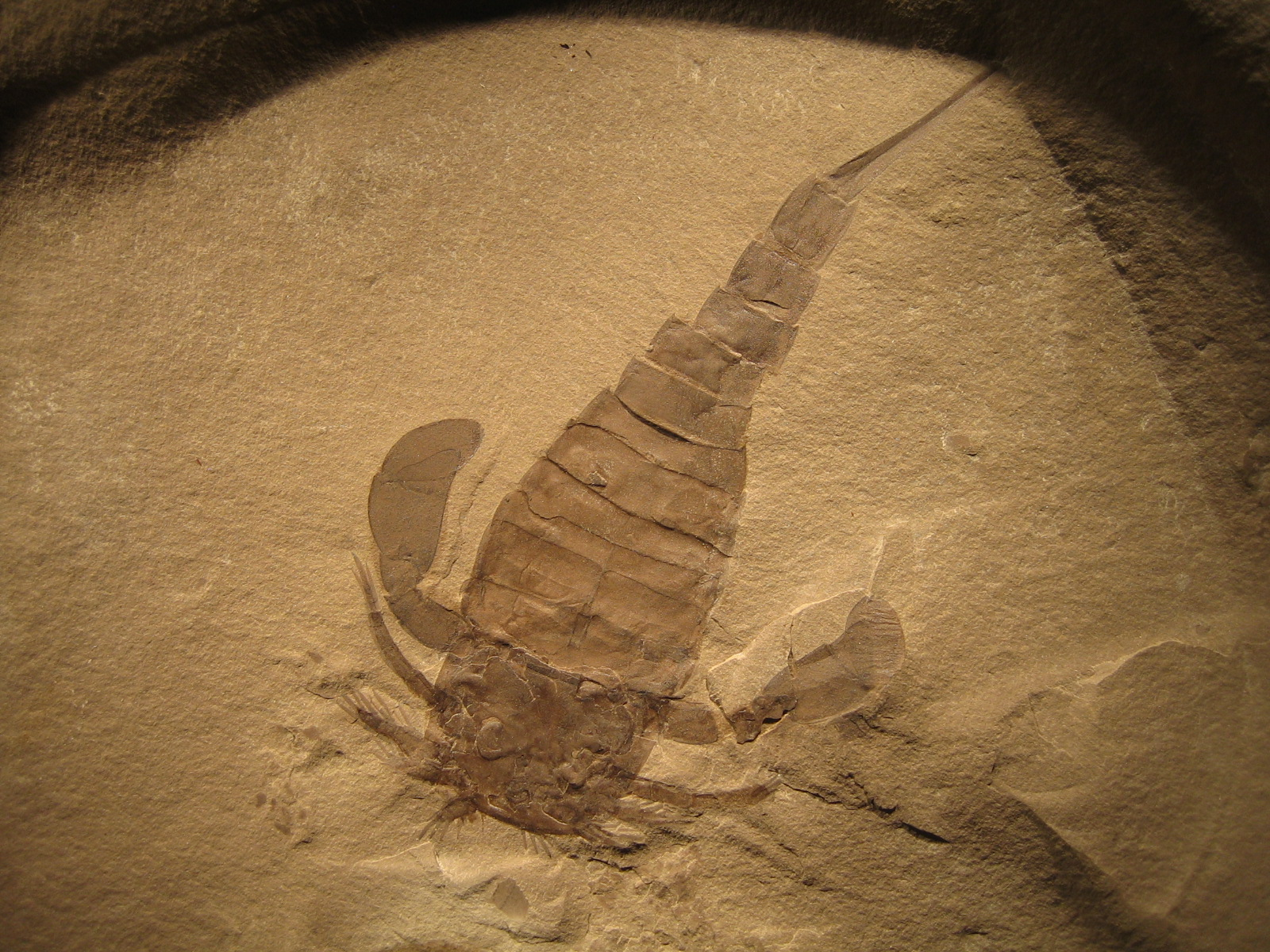
Fósil de un Eurypterus remipes.

El opistosoma (abdomen) se compone de 12 segmentos, cada uno consistente de una placa superior fusionada (tergito) y una placa inferior (esternito).
Basándose en la amplitud y estructura de cada segmento, pueden ser divididos en el ancho preabdomen (segmentos 1 a 7) y el estrecho postabdomen (segmentos 8 a 12). El preabdomen son los segmentos anchos de la parte anterior del opistosoma mientras que el postabdomen son los últimos cinco segmentos del cuerpo de Eurypterus. Cada uno de los segmentos del postabdomen contienen salientes laterales aplanados conocidos como epímeros con la excepción del último segmento en forma de aguijón (estiliforme) conocido como el telson (la "cola"); de ahí el nombre de "escorpiones de mar". El segmento inmediatamente precedente al telson (el cual es también el mayor de los epímeros del postabdomen) es conocido como el pretelson.

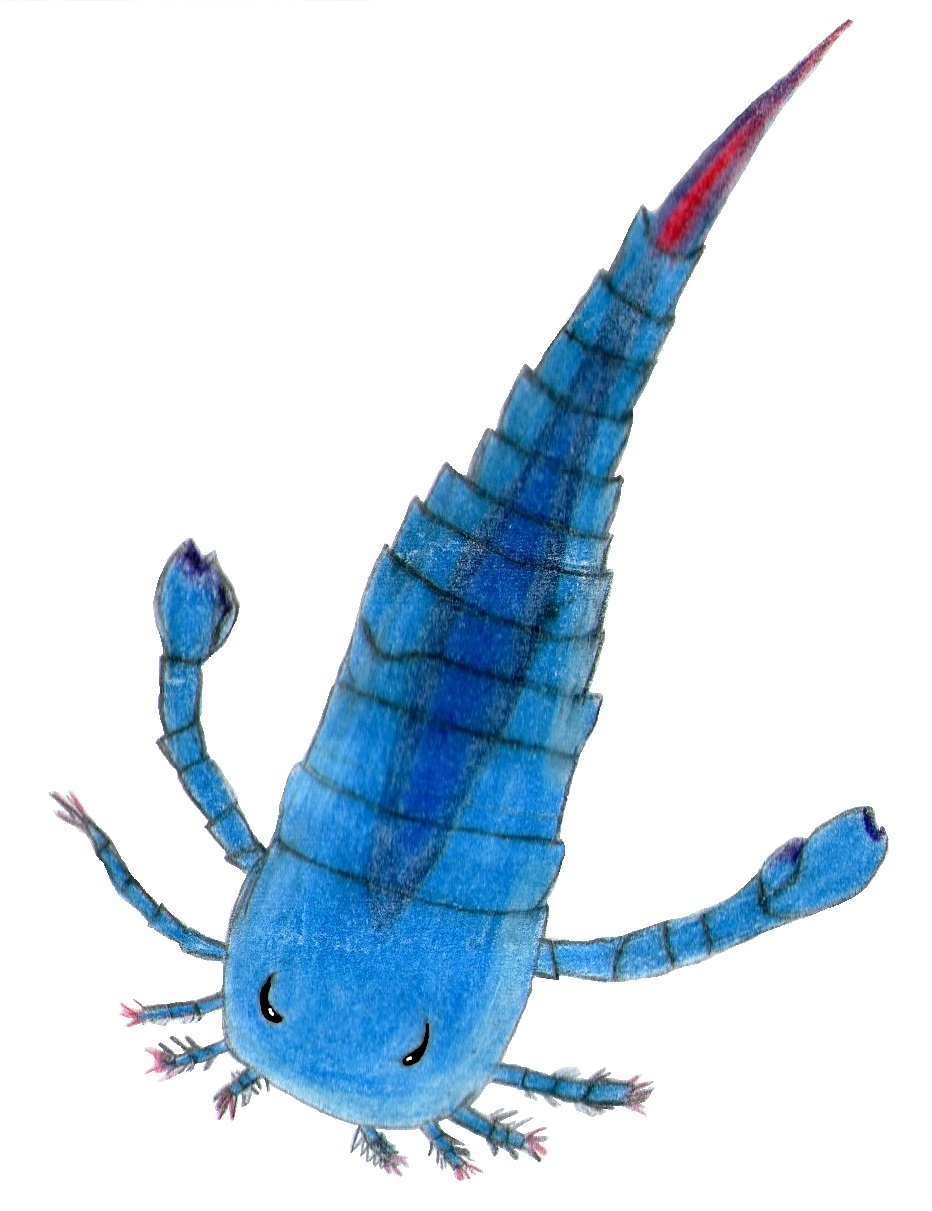
Recreación de un Eurypterus remipes.

Una forma alternativa de dividir el opistosoma es por su función. Puede ser dividido entonces en el mesosoma (segmentos 1 a 6), y el metasoma (segmentos 7 a 12). El mesosoma contiene las branquias y los órganos reproductivos de Eurypterus. Sus segmentos ventrales se superponen a unas placas derivadas de los apéndices conocidas como Blatfüsse (en singular Blatfuss, del alemán para "pie lámina"). Protegidos dentro de estos están las cámaras branquiales que contienen los órganos respiratorios de Eurypterus. El metasoma, por su parte, no posee Blatfüsse.
Algunos autores erróneamente usan los conceptos de mesosoma y preabdomen como intercambiables, así como el metasoma y postabdomen.
Los principales órganos respiratorios de Eurypterus son los pulmones en libro, localizados en cámaras branquiales dentro de los segmentos del mesosoma. Estos habrían sido usados para la respiración por debajo del agua. Se componen de varias capas de tejido delgado apiladas que se asemejan a las páginas de un libro, de ahí su nombre. Adicionalmente, también tenían cinco pares de áreas de forma oval cubiertas con proyecciones microscópicas en el techo de la segunda cámara branquial dentro del mesosoma, inmediatamente debajo de los tractos de las branquias. Estas áreas son conocidas como Kiemenplatten (o tractos branquiales, aunque se prefiere el primer término). Estos son únicos de los euriptéridos.
Eurypterus era sexualmente dimórfico. En la parte inferior de los dos primeros segmentos del mesosoma están los apéndices centrales usados para la reproducción. En las hembras, estos son largos y estrechos. En los machos son muy cortos. Una minoría de investigadores, sin embargo, asume lo contrario: que el apéndice genital más largo es de los machos, y el corto de las hembras.
El exoesqueleto de Eurypterus está frecuentemente cubierto con pequeñas excrecencias conocidas como ornamentación. Estos incluyen pústulas (pequeñas protrusiones), escamas y estriaciones. Estas varían de acuerdo con la especie y son usadas para su identificación. Para una descripción más detallada de cada especie de Eurypterus, véase la sección correspondiente.

## Distribución y rango de tiempo geológico
Las especies de Eurypterus existieron por un período relativamente corto de tiempo, aunque son los euriptéridos más abundantes encontrados en la actualidad. Florecieron entre el final de la época Llandovery (hace cerca de 432 millones de años) hasta algún momento durante la época Prídolí (hace 418.1 millones de años) durante el período Silúrico. Un período de solo 10 a 14 millones de años.
Durante este período, las masas terrestres se restringían en su mayoría al hemisferio sur de la Tierra, con el supercontinente de Gondwana extendiéndose por el Polo Sur. El ecuador tenía tres continentes (Avalonia, Baltica y Laurentia) los cuales se desplazaron lentamente juntos para formar el segundo supercontinente de Laurusia (también conocido como Euramérica; no debe ser confundido con Laurasia).
Se cree que los ancestros de Eurypterus se originaron en Baltica (el este de Laurussia, actualmente el occidente de Eurasia) basándose en los registros fósiles más tempranos. Durante el Silúrico, se extendieron a Laurentia (el oeste de Laurusia, actualmente Norteamérica) cuando ambos continentes empezaron a colisionar. Colonizaron rápidamente el continente como una especie invasiva, convirtiéndose en el euriptérido más dominante en la región. Esto explicaría porqué son un género tan comúnmente hallado. Sin embargo, Eurypterus (y otros miembros de Eurypteroidea), fueron incapaces de cruzar las vastas extensiones de océano entre los dos supercontinentes durante el Silúrico. Su rango se limitó por tanto a la línea costera de los grandes mares interiores poco profundos e hipersalinos de Laurusia.
Sus fósiles solo se han encontrado en América del norte, Europa y el noroeste de Asia, que son los cratones de los que se compuso en su momento Laurusia. Aunque se descubrieron supuestamente tres especies de Eurypterus en China en 1957, no existe evidencia de que realmente pertenezcan al género (o si incluso son euriptéridos). Tampoco se conocen hallazgos de Eurypterus en los continentes modernos que formaron Gondwana.
Los fósiles de Eurypterus son muy comunes en sus áreas de distribución, con incluso millones de especímenes en un área dada, aunque el acceso a las formaciones rocosas puede ser dificultoso. Muchos euriptéridos fósiles son exoesqueletos desarticulados (conocidos como exuvias) de individuos que realizaron la muda (ecdisis). Algunos están completos pero son muy probablemente exuvias. Fósiles de restos verdaderos de euriptéridos (es decir, sus cadáveres) son relativamente raros. Los fósiles de euriptéridos son frecuentemente depositados en hileras características, probablemente como resultado de la acción del viento y las olas.

## Paleobiología y paleoecología

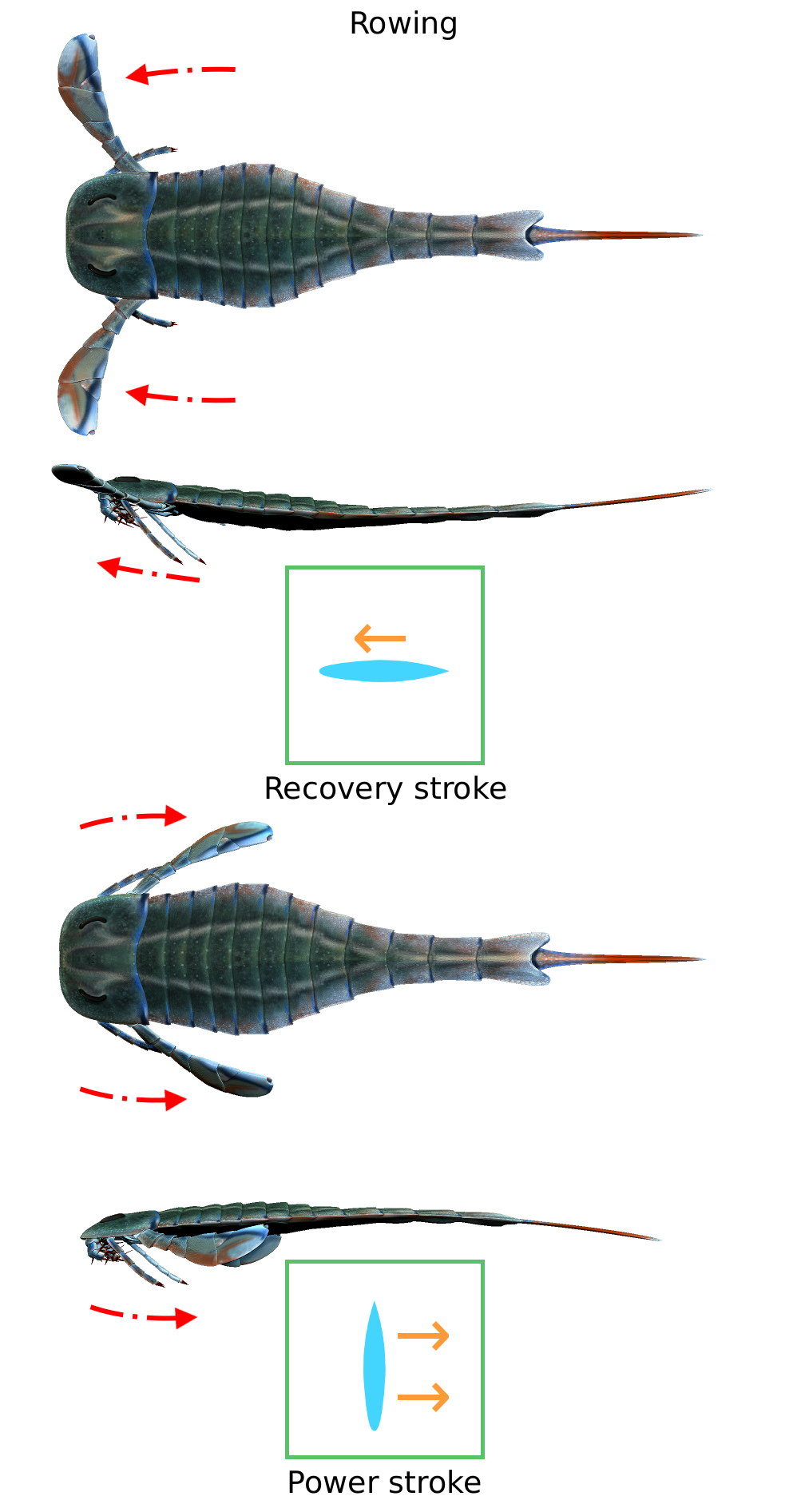
Eurypterus remando.

Eurypterus pertenece al suborden Eurypterina, los euriptéridos cuyo sexto apéndice desarrolló una amplia aleta natatoria notablemente similar a la de los actuales cangrejos nadadores. Estos apéndices pudieron usarse solo para moverse en planos casi horizontales (es decir, no podían doblarse mucho hacia arriba o abajo). Se cree generalmente que utilizaban un estilo de locomoción parecido a remar. Las aletas se orientan de manera casi vertical en un golpe hacia atrás y abajo, empujando al animal hacia adelante y elevándolo. Entonces se orientan horizontalmente en la brazada de recuperación para impulsarlo por el agua sin empujar al animal hacia atrás. Este tipo de natación es vista también en cangrejos y escarabajos acuáticos.

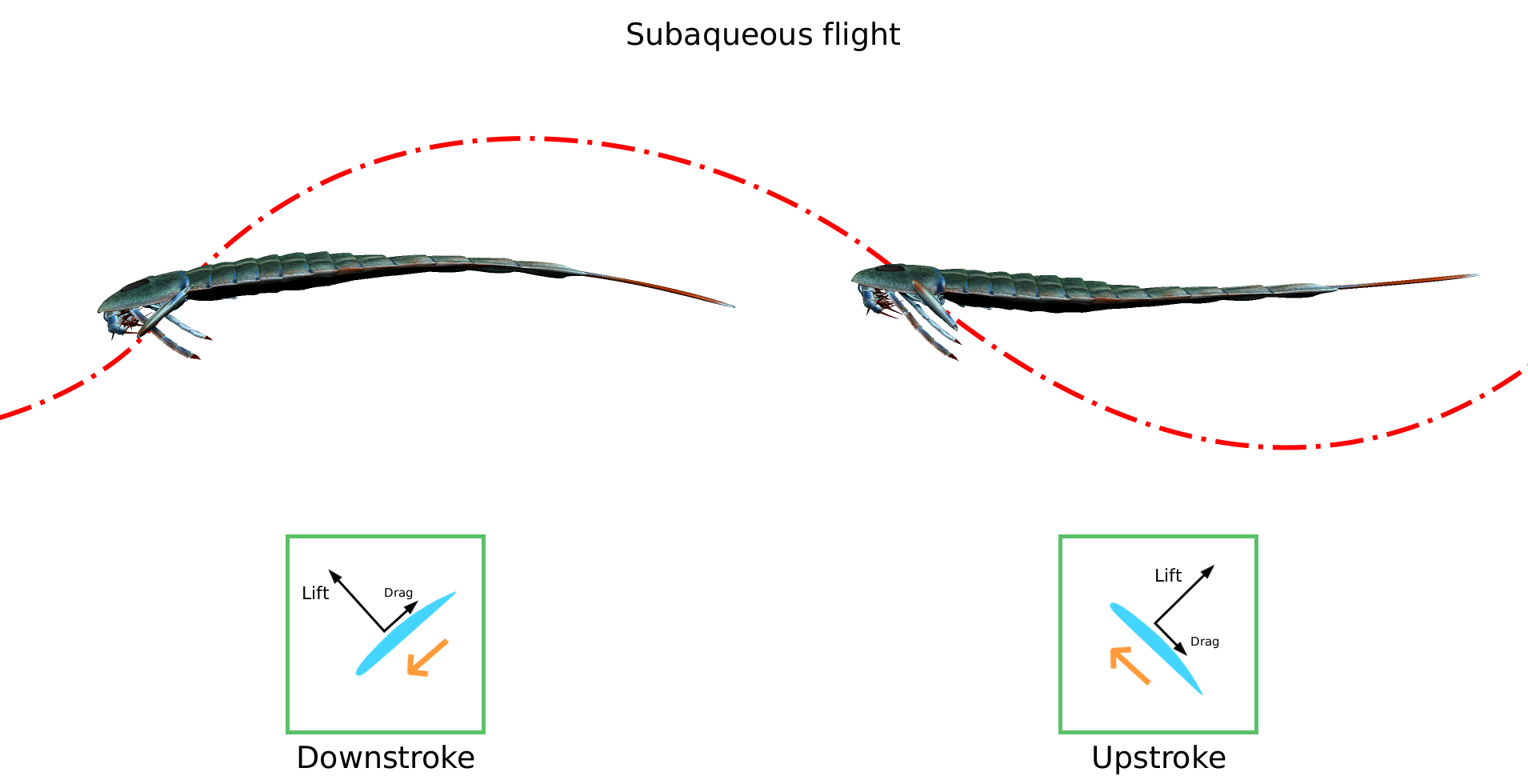
Vuelo subacuático de Eurypterus.

Sin embargo, los mayores individuos pueden haber sido capaces de una especie de vuelo subacuático, en el cual los movimientos sinuosos y la forma misma de las aletas actuaban como hidroalas suficientes para generar sustentación. Este estilo es similar al que se observa en las tortugas marinas y leones marinos. Tiene un coeficiente de aceleración más bajo que la natación a remos, especialmente teniendo en cuenta que los adultos tenían aletas proporcionalmente menores que las de los juveniles. Pero teniendo en cuenta que los mayores tamaños de los adultos implican un más alto coeficiente de resistencia, usar este tipo de propulsión es más eficiente energéticamente.
Los juveniles probablemente nadaban usando el estilo de remos, ya que la rápida aceleración proporcionada por esta propulsión es más adecuada para escapar rápidamente de los depredadores. Un Eurypterus pequeño de 16.5 centímetros de largo podría cubrir dos y media longitudes corporales por segundo de manera inmediata. Los adultos mayores, por su parte, probablemente nadaban con el estilo del vuelo subacuático. La velocidad máxima de los adultos cuando navegaban pudo haber sido de 3 a 4 metros por segundo, levemente más rápido que las tortugas y nutrias marinas.
Eurypterus no nadaba para cazar, simplemente lo hacía para poder moverse de un sitio de alimentación a otro rápidamente. La mayor parte del tiempo caminaban en el sustrato con sus patas (incluyendo sus aletas). Eran especies generalistas, igualmente dotadas para la depredación o la necrofagia. Cazaban pequeños invertebrados de cuerpo blando como los gusanos. Utilizaban la masa de espinas de sus apéndices frontales para matar y sostenerlas mientras usaban sus quelíceros para cortarlos en pedazos lo bastante pequeños como para tragarlos. Los individuos jóvenes también pudieron haber sido víctimas del canibalismo por parte de los adultos.
Eurypterus era probablemente un animal marino, ya que sus restos son hallados mayormente en ambientes intermareales poco profundos. Las concentraciones de los fósiles de Eurypterus en ciertos sitios han sido interpretados como resultado de un apareamiento en masa y su comportamiento de muda. Es posible que los juveniles habitaran ambientes hipersalinos próximos a las costas, a salvo de los depredadores, y se trasladaban a las aguas más profundas cuando crecían. Los adultos que alcanzaban la madurez sexual pudieron haber migrado en masa a las áreas costeras para aparearse, dejar sus huevos y realizar la muda, actividades que pudieron haberlos hecho más vulnerables a los depredadores. Esto también podría explicar por qué la vasta mayoría de los fósiles hallados en estos sitios son exuvias y no de los animales en sí. El mismo comportamiento se presenta en la actualidad en los cangrejos de herradura.

### Respiración
Los exámenes del sistema respiratorio de Eurypterus han llevado a muchos paleontólogos a concluir que era capaz de respirar aire y caminar sobre tierra por un breve espacio de tiempo. Eurypterus tenía dos tipos de sistema respiratorio. Sus órganos respiratorios principales eran los pulmones de libro dentro de los segmentos del mesosoma. Estas estructuras eran soportadas por "costillas" semicirculares y probablemente se sujetaban cerca del centro del cuerpo, de manera similar a las branquias de los actuales cangrejos bayoneta. Estas se protegían mediante los apéndices inferiores en forma de placa (que formaban en realidad el aparente 'vientre' de Eurypterus) conocidos como Blatfüsse. Estas branquias pueden haber jugado también un papel en su osmorregulación.
El segundo sistema eran los Kiemenplatten, también conocidos como tractos branquiales. Estos son áreas en forma de óvalo dentro de la pared corporal del preabdomen. Sus superficies estaban cubiertas con numerosas espinas diminutas dispuestas en "rosetas" hexagonales. Estas áreas estaban vascularizadas, de ahí la conclusión de que eran órganos de respiración secundarios.
Se suele considerar que la función de los pulmones de libro era la respiración acuática, mientras que los Kiemenplatten eran un complemento para respirar temporalmente en tierra. Sin embargo, algunos autores han afirmado que los dos sistemas por sí solos no pudieron haber soportado a un organismo del tamaño de Eurypterus. Ambas estructuras pudieron en realidad ser para respirar aire y las verdaderas branquias (para respirar en el agua) de Eurypterus aún deben ser descubiertas. No obstante, es indudable que este era un animal principalmente acuático.

### Ontogenia
Los Eurypterus juveniles diferían de los adultos en varias maneras. Sus caparazones eran más estrechos y alargados (parabólicos) en contraste con los caparazones trapezoidales de los adultos. Sus ojos se alineaban casi lateralmente pero se movían a una posición anterior durante el crecimiento. El preabdomen también estaba alargado, incrementando la longitud total del opistosoma. Sus aletas eran más estrechas y los telsones eran más cortos y anchos (aunque en E. tetragonophthalmus y E. henningsmoeni los telsones cambiaban de ser angulares en los jóvenes a más grandes y redondeados en los adultos). Se cree que todos estos cambios son el resultado de los requerimientos respiratorios y reproductivos de los individuos maduros.

## Especies

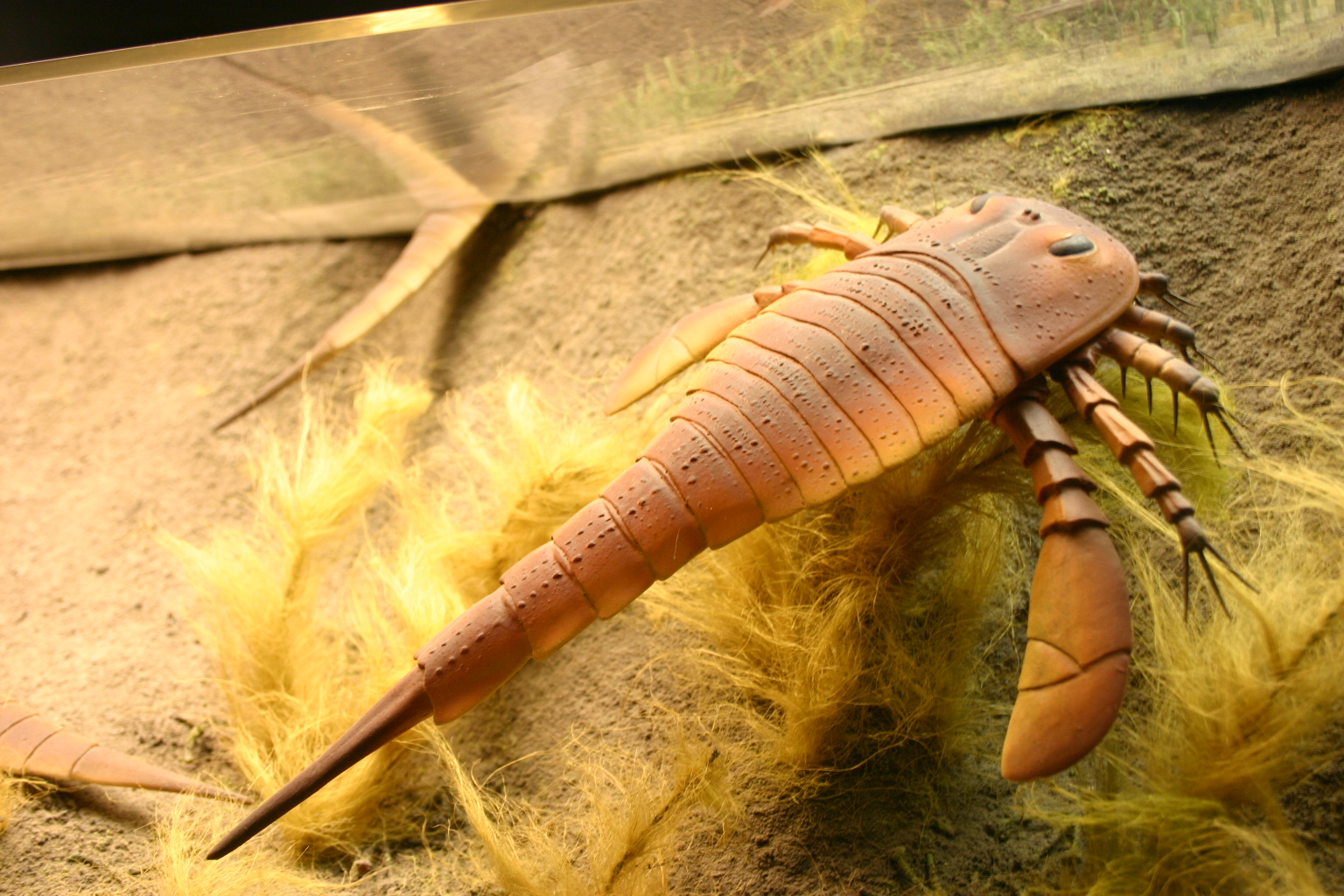
Recreación de Eurypterus exhibida en el Salón de Fósiles en el Museo Nacional de Historia Natural del Instituto Smithsoniano.

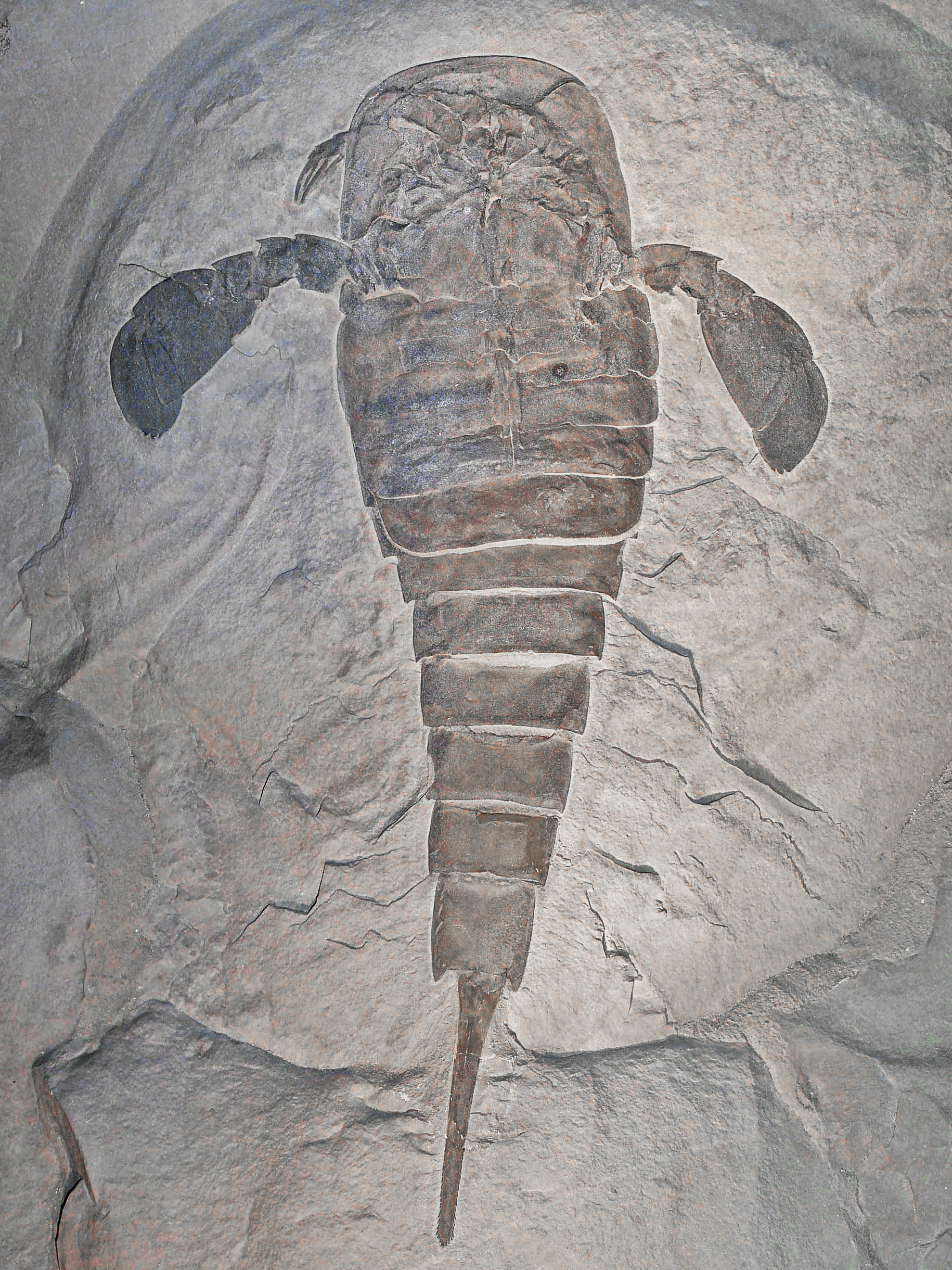
Eurypterus remipes del State Museum of Natural History Karlsruhe, Alemania.

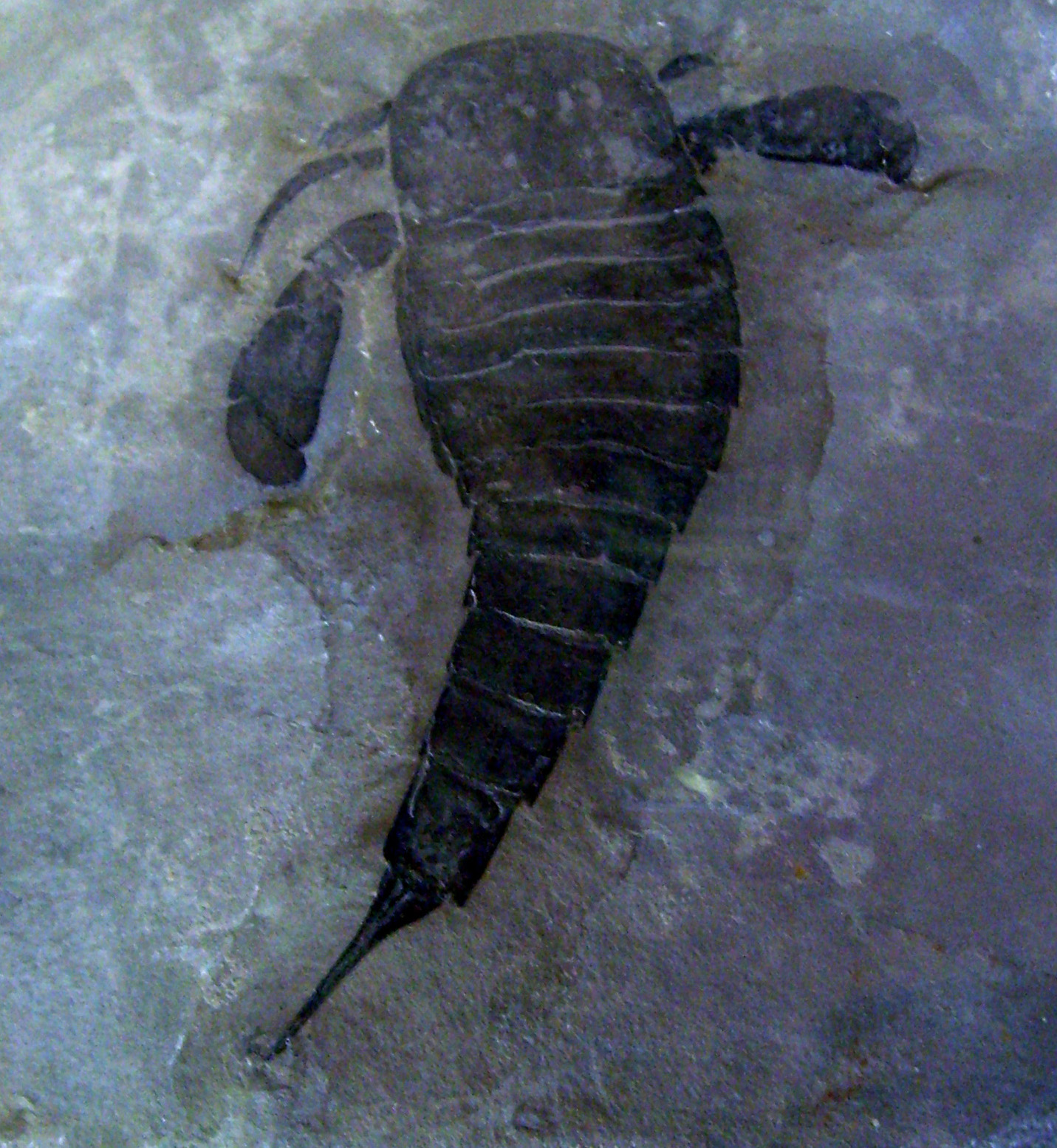
Eurypterus lacustris del Muséum national d'histoire naturelle, Francia.

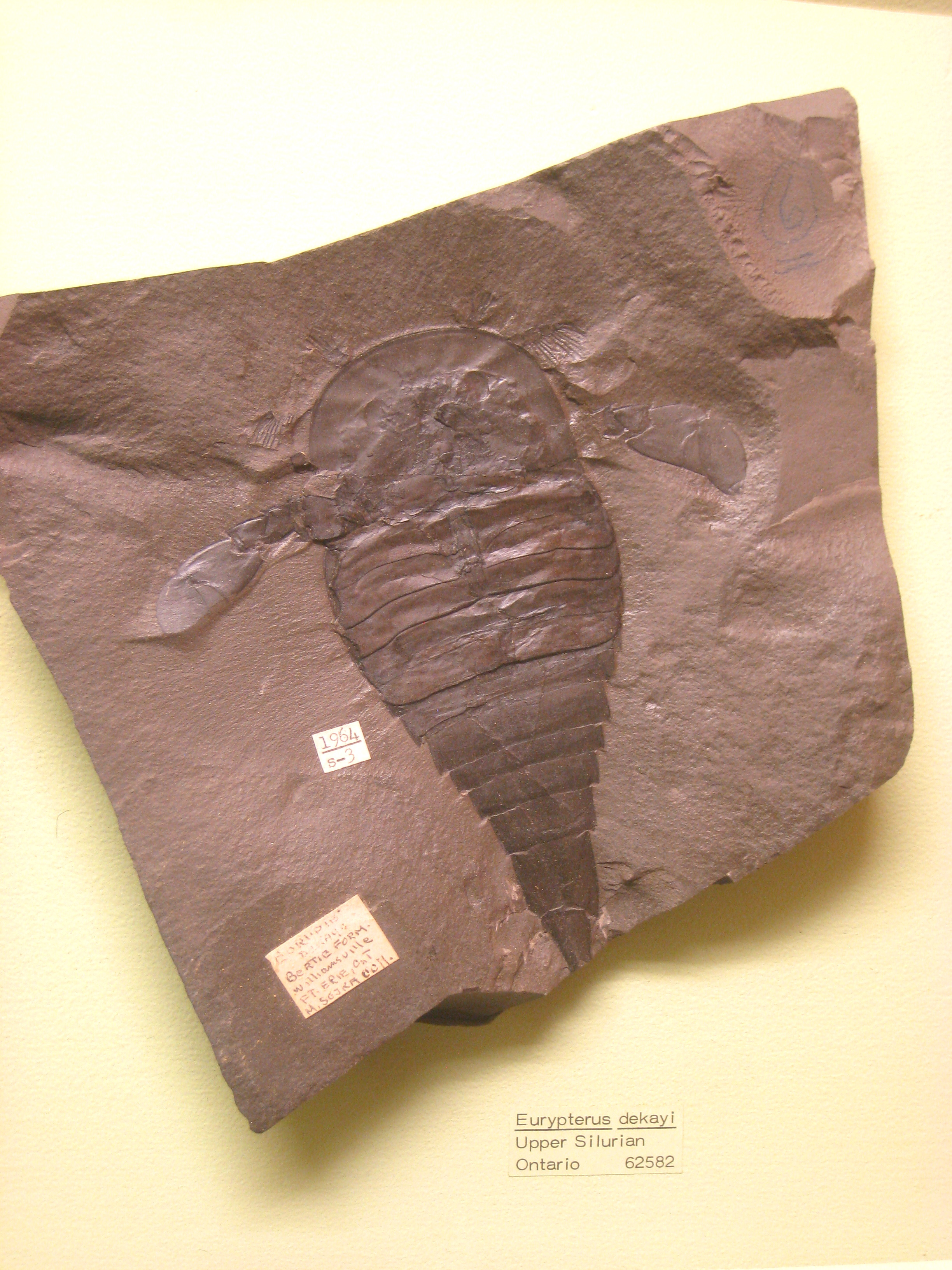
Eurypterus dekayi del University of Michigan Exhibit Museum of Natural History, Míchigan.

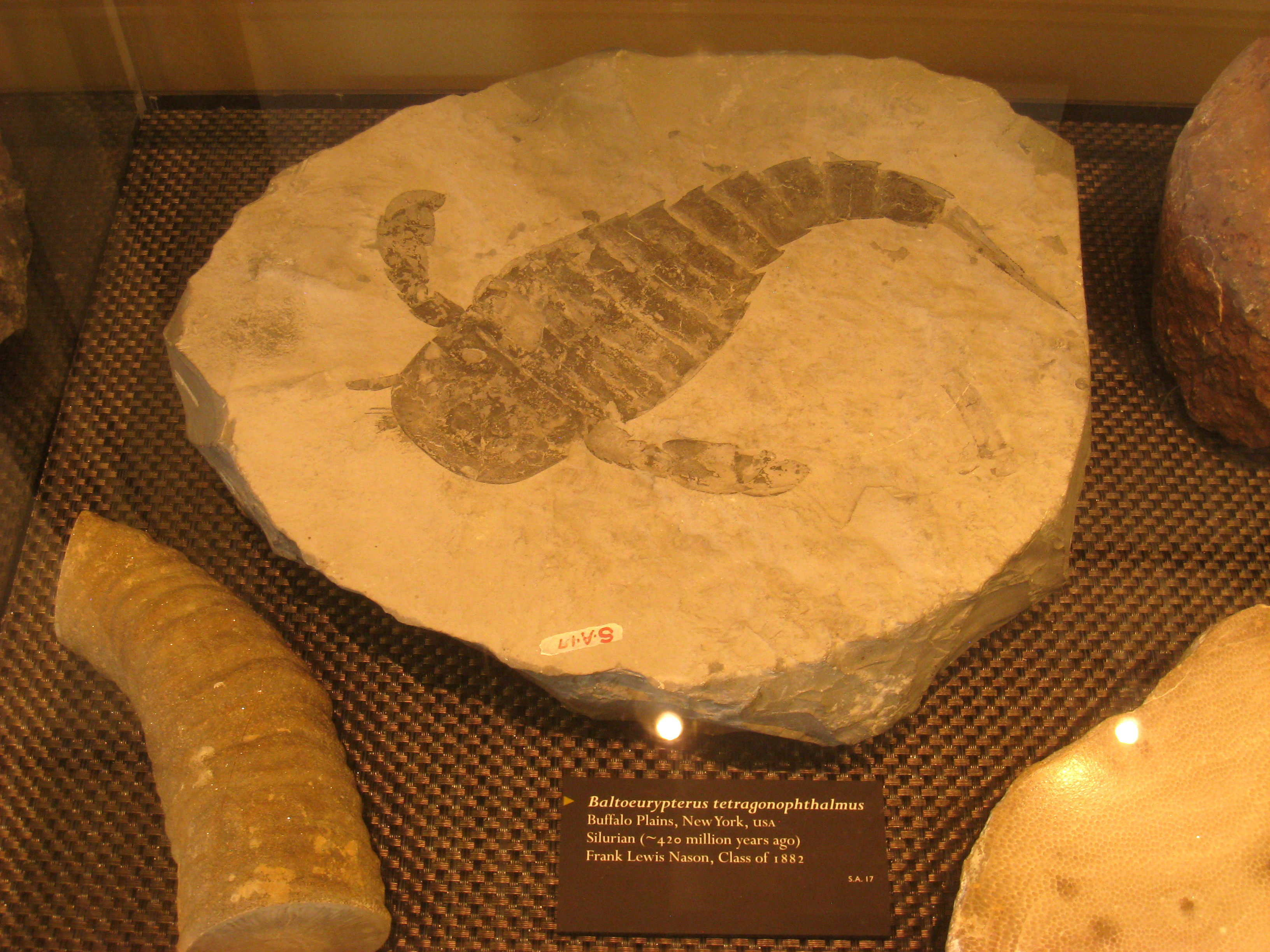
Eurypterus tetragonophthalmus del Amherst College Museum of Natural History, Massachusetts.

A continuación se presenta una lista de las especies pertenecientes al género, sus descripciones diagnósticas, sus sinónimos (si los tienen), y su rango geográfico. La lista no incluye al gran número de fósiles anteriormente clasificados bajo Eurypterus. Muchos de ellos ahora son reclasificados en otros géneros, identificados como otros animales (como crustáceos) o pseudofósiles, o restos de clasificación dudosa. La clasificación se basa en Dunlop et al.(2011):
- Eurypterus DeKay, 1825

- ¿Eurypterus cephalaspis? Salter, 1856 – Silúrico, Inglaterra

Situación incierta. Solo 3 de los especímenes dscritos en 1856 son probablemente de Eurypterus, el resto probablemente pertenezca a Hughmilleriidae. Su nombre significa "cabeza con escudo", del griego κεφαλή (kephalē, cabeza) y ἀσπίς (aspis, escudo o cuenco). Sus especímenes se recuperaron en Herefordshire.
- Eurypterus dekayi Hall, 1859 – Silúrico, Estados Unidos & Canadá

Sin escamas elevadas en el margen posterior del caparazón de las tres primeras tergitas. El resto de las tergitas tienen cuatro escamas elevadas. De cuatro a seis espinas en cada podómero de los apéndices III y IV. El pretelson tenía un gran epímero redondeado sin ornamentación en los márgenes. Esta especie es muy similar a E. laculatus. Debe su nombre a James Ellsworth De Kay. Sus especímenes se han recolectado desde Nueva York a Ontario.
- Eurypterus flintstonensis Swartz, 1923 – Silúrico, Estados Unidos

Probablemente un sinónimo más moderno de E. remipes o E. lacustris. Aparentemente nombrado por la población de Flintstone (Georgia) (?). El espécimen fue recuperado en el este de Estados Unidos.
- Eurypterus hankeni Tetlie, 2006 – Silúrico, Noruega

Una especie pequeña de Eurypterus, promediando entre 10 a 15 centímetros de largo. El mayor espécimen encontrado mide entre 20 a 25 centímetros de longitud. Puede ser distinguido por las pústulas y las seis escamas en el margen posterior de su caparazón. Los apéndices I a IV tienen dos espinas en cada podómero. El postabdomen tiene epímeros pequeños. El pretelson tiene un epímero largo y agudo. El telson tiene estriaciones cerca de su punto se sujeción al pretelson. Esta especie fue nombrada por el paleontólogo noruego Nils-Martin Hanken, de la Universidad de Tromsø. Fue hallado en la Formación Steinsfjorden de Ringerike, Noruega.
- Eurypterus henningsmoeni Tetlie, 2002 – Silúrico, Noruega

Un Eurypterus con aletas y metastoma amplios. El postabdomen tiene epímeros pequeños. El pretelson tiene epímeros grandes y redondeados con escamas imbricadas (superponiéndose, como las escamas de los peces). Es muy similar a la especie E. tetragonophthalmus, con la que está cercanamente relacionada. La especie es nombrada por el paleontólogo noruego Gunnar Henningsmoen. Fue hallado en Bærum.
- Eurypterus laculatus Kjellesvig-Waering, 1958 – Silúrico, EE. UU. y Canadá

El área visual de los ojos compuestos de esta especie se encuentra rodeada de depresiones. Los ocelos y el montículo ocelar son pequeños. No tiene pústulas o escamas elevadas en el caparazón o la primera tergita. Probablemente está emparentado de cerca con E. dekayi. Su nombre de especie significa "de cuatro esquinas", del latín laculatus (cuatro esquinas o cuadros). Hallado en Nueva York y Ontario.
- Eurypterus lacustris Harlan, 1834 – Silúrico, EE. UU. y Canadá

= Eurypterus pachycheirus  Hall, 1859 – Silúrico, EE. UU. y Canadá
= Eurypterus robustus Hall, 1859 – Silúrico, EE. UU. y Canadá
Una de las dos especies de Eurypterus más comúnmente halladas. Es muy parecida a E. remipes y frecuentemente se hallan en las mismas localidades, pero los ojos son situados en una posición más posterior en el caparazón de E. lacustris. También es algo mayor con un metastoma más estrecho. Su estatus como especie distinta fue controvertido antes del análisis diagnóstico de Tollerton en 1993. Su nombre de especie significa "lacustre", del latín lacus (lago). Hallado en Nueva York y Ontario.
- Eurypterus leopoldi Tetlie, 2006 – Silúrico, Canadá

La tergita situada más al frente es reducida. El metasoma es de forma rombiovalada con proyecciones en forma de diente en la parte anterior. El pretelson tiene bordes aserrados. Los epímeros son grandes y semiangulares con estriaciones angulares. El telson es estiliforme con grandes estriaciones angulares intercaladas entre estriaciones pequeñas más numerosas. La especie fue nombrada por Port Leopold y la Formación Leopold en que se reolcetaron sus fósiles. Se halló en la Isla Somerset, Canadá.
- Eurypterus megalops Clarke & Ruedemann, 1912 – Silúrico, EE. UU.

Su nombre de especie significa "ojo grande", del griego μέγας (megas, grande o enorme) y ὤψ (ōps, ojo). Descubierto en Nueva York.
- ¿Eurypterus minor? Laurie, 1899 – Silúrico, Escocia

Es una especie pequeña de Eurypterus con grandes pústulas en el caparazón y el abdomen. No posee la ornamentación de escamas hallada en otras especies de Eurypterus. Es también la especie más antigua conocida del género. Tiene grandes lóbulos palpebrales (parte de las "mejillas" del caparazón adyacentes a los ojos compuestos), lo que fácilmente puede hacer pensar que sus ojos son ovales. Este agrandamiento es más típico del género Dolichopterus y de hecho puede pertenecer a la familia Dolichopteridae. Su nombre de especie significa "menor", del latín minor. Se halla en la Formación Reservoir de Pentland Hills, Escocia.
- Eurypterus ornatus Leutze, 1958 – Silúrico, EE. UU.

Tiene una ornamentación de pústulas sobre la entera superficie del caparazón y al menos la primera tergita. No posee escamas elevadas. Su nombre de especie significa "adornado", del latín ōrnātus. Recuperado en Fayette, Ohio.
- Eurypterus pittsfordensis Sarle, 1903 – Silúrico, EE. UU.

El margen posterior del caparazón tiene tres escamas elevadas. Los apéndices II a IV tiene dos espinas por podómero. El metastoma es de forma romboide con una profunda muesca en la parte frontal. El postabdomen tiene bordes aserrados en el medio con pequeños epímeros angulares a los lados. El pretelson tiene epímeros grandes y semiangulares con estriaciones angulares en los márgenes. El telson es estiliforme con estriaciones angulares dispersas en los márgenes. El nombre de la especie proviene de su sitio de descubrimiento – las formaciones del esquisto Salina de Pittsford, Nueva York.
- Eurypterus quebecensis Kjellesvig-Waering, 1958 – Silúrico, Canadá

Tiene seis escamas elevadas en el margen posterior del caparazón pero no posee ornamentación de pústulas. Fue nombrado por haber sido descubierto en la zona de Quebec en Canadá.
- Eurypterus remipes DeKay, 1825 – Silúrico, EE. UU. y Canadá

= Carcinosoma trigona (Ruedemann, 1916) – Silúrico, EE. UU.
La especie más común de Eurypterus. Tiene cuatro escamas elevadas en el margen posterior del caparazón. Los apéndices I a IV tienen dos espinas en cada podómero. El postabdomen tiene epímeros pequeños. El pretelson tiene epímeros pequeños semiangulares con una imbricada ornamentación de escamas en sus márgenes. El telson tiene bordes aserrados a lo largo de la mayor parte de su longitud. Es muy parecido a E. lacustris y con frecuencia solo se pueden distinguir entre sí por la posición de los ojos. El nombre de la especie significa "pie de remo", del latín rēmus (remo) y pes (pie). Hallado en Nueva York y Ontario.
- Eurypterus serratus  (Jones & Woodward, 1888) – Silúrico, Suecia

Similar a E. pittsfordensis y E. leopoldi, de los que se distingue por las densas estriaciones angulares en su telson estiliforme. Su nombre de especie significa "aserrado", del latín serrātus (aserrado [en piezas]). Descubierto originalmente en Gotland, Suecia.
- Eurypterus tetragonophthalmus Fischer, 1839 – Silúrico, Ucrania y Estonia

= Eurypterus fischeri Eichwald, 1854 – Silúrico, Ucrania
= Eurypterus fischeri  var. rectangularis Schmidt, 1883 – Silúrico, Estonia
Cuatro escamas elevadas en el margen posterior del caparazón. Los apéndices II a IV tienen dos espinas en cada podómero. El postabdomen tiene epímeros pequeños. El pretelson tiene grandes epímeros redondeados con una ornamentación de escamas imbricadas en los márgenes. El telson también poseeeste tipo de ornamentación en su base, que se vuelve un brode aserrado hacia la punta. El nombre de la especie significa "ojo de cuatro bordes", del griego τέσσαρες (tessares, cuatro), γωνία (gōnia, ángulo) y ὀφθαλμός (ophthalmos, ojo). Ha sido hallado en la Formación Rootsiküla de Saaremaa (Ösel), Estonia con descubrimientos adicionales en Ucrania, Noruega, y posiblemente Moldavia y Rumania.

## Filogenia
El género Eurypterus deriva de E. minor, la especie más antigua conocida, del Llandovery de Escocia. Se cree que E. minor divergió de Dolichopterus macrocheirus en algún momento durante el Llandovery. El siguiente es el árbol filogenético de Eurypterus basado en los estudios filogenéticos de O. Erik Tetlie en 2006. Algunas especies no están representadas.
|  | Eurypterus pittsfordensis |
|  |                           |
|  | Eurypterus leopoldi       |
|  |                           |
|  | Eurypterus serratus       |
|  |                           |

|  | Eurypterus remipes   |
|  |                      |
|  | Eurypterus lacustris |
|  |                      |

|  | Eurypterus henningsmoeni      |
|  |                               |
|  | Eurypterus tetragonophthalmus |
|  |                               |

|  | Eurypterus remipes   |
|  |                      |
|  | Eurypterus lacustris |
|  |                      |

|  | Eurypterus henningsmoeni      |
|  |                               |
|  | Eurypterus tetragonophthalmus |
|  |                               |

|  | Eurypterus pittsfordensis |
|  |                           |
|  | Eurypterus leopoldi       |
|  |                           |
|  | Eurypterus serratus       |
|  |                           |

|  | Eurypterus remipes   |
|  |                      |
|  | Eurypterus lacustris |
|  |                      |

|  | Eurypterus henningsmoeni      |
|  |                               |
|  | Eurypterus tetragonophthalmus |
|  |                               |

|  | Eurypterus remipes   |
|  |                      |
|  | Eurypterus lacustris |
|  |                      |

|  | Eurypterus henningsmoeni      |
|  |                               |
|  | Eurypterus tetragonophthalmus |
|  |                               |

|  | Eurypterus pittsfordensis |
|  |                           |
|  | Eurypterus leopoldi       |
|  |                           |
|  | Eurypterus serratus       |
|  |                           |

|  | Eurypterus remipes   |
|  |                      |
|  | Eurypterus lacustris |
|  |                      |

|  | Eurypterus henningsmoeni      |
|  |                               |
|  | Eurypterus tetragonophthalmus |
|  |                               |

|  | Eurypterus remipes   |
|  |                      |
|  | Eurypterus lacustris |
|  |                      |

|  | Eurypterus henningsmoeni      |
|  |                               |
|  | Eurypterus tetragonophthalmus |
|  |                               |

|  | Eurypterus pittsfordensis |
|  |                           |
|  | Eurypterus leopoldi       |
|  |                           |
|  | Eurypterus serratus       |
|  |                           |

|  | Eurypterus remipes   |
|  |                      |
|  | Eurypterus lacustris |
|  |                      |

|  | Eurypterus henningsmoeni      |
|  |                               |
|  | Eurypterus tetragonophthalmus |
|  |                               |

|  | Eurypterus remipes   |
|  |                      |
|  | Eurypterus lacustris |
|  |                      |

|  | Eurypterus henningsmoeni      |
|  |                               |
|  | Eurypterus tetragonophthalmus |
|  |                               |

|  | Eurypterus pittsfordensis |
|  |                           |
|  | Eurypterus leopoldi       |
|  |                           |
|  | Eurypterus serratus       |
|  |                           |

|  | Eurypterus remipes   |
|  |                      |
|  | Eurypterus lacustris |
|  |                      |

|  | Eurypterus henningsmoeni      |
|  |                               |
|  | Eurypterus tetragonophthalmus |
|  |                               |

|  | Eurypterus remipes   |
|  |                      |
|  | Eurypterus lacustris |
|  |                      |

|  | Eurypterus henningsmoeni      |
|  |                               |
|  | Eurypterus tetragonophthalmus |
|  |                               |

|  | Eurypterus pittsfordensis |
|  |                           |
|  | Eurypterus leopoldi       |
|  |                           |
|  | Eurypterus serratus       |
|  |                           |

|  | Eurypterus remipes   |
|  |                      |
|  | Eurypterus lacustris |
|  |                      |

|  | Eurypterus henningsmoeni      |
|  |                               |
|  | Eurypterus tetragonophthalmus |
|  |                               |

|  | Eurypterus remipes   |
|  |                      |
|  | Eurypterus lacustris |
|  |                      |

|  | Eurypterus henningsmoeni      |
|  |                               |
|  | Eurypterus tetragonophthalmus |
|  |                               |

|  | Eurypterus pittsfordensis |
|  |                           |
|  | Eurypterus leopoldi       |
|  |                           |
|  | Eurypterus serratus       |
|  |                           |

|  | Eurypterus remipes   |
|  |                      |
|  | Eurypterus lacustris |
|  |                      |

|  | Eurypterus henningsmoeni      |
|  |                               |
|  | Eurypterus tetragonophthalmus |
|  |                               |

|  | Eurypterus remipes   |
|  |                      |
|  | Eurypterus lacustris |
|  |                      |

|  | Eurypterus henningsmoeni      |
|  |                               |
|  | Eurypterus tetragonophthalmus |
|  |                               |

|  | Eurypterus pittsfordensis |
|  |                           |
|  | Eurypterus leopoldi       |
|  |                           |
|  | Eurypterus serratus       |
|  |                           |

|  | Eurypterus remipes   |
|  |                      |
|  | Eurypterus lacustris |
|  |                      |

|  | Eurypterus henningsmoeni      |
|  |                               |
|  | Eurypterus tetragonophthalmus |
|  |                               |

|  | Eurypterus remipes   |
|  |                      |
|  | Eurypterus lacustris |
|  |                      |

|  | Eurypterus henningsmoeni      |
|  |                               |
|  | Eurypterus tetragonophthalmus |
|  |                               |

|  | Eurypterus pittsfordensis |
|  |                           |
|  | Eurypterus leopoldi       |
|  |                           |
|  | Eurypterus serratus       |
|  |                           |

|  | Eurypterus remipes   |
|  |                      |
|  | Eurypterus lacustris |
|  |                      |

|  | Eurypterus henningsmoeni      |
|  |                               |
|  | Eurypterus tetragonophthalmus |
|  |                               |

|  | Eurypterus remipes   |
|  |                      |
|  | Eurypterus lacustris |
|  |                      |

|  | Eurypterus henningsmoeni      |
|  |                               |
|  | Eurypterus tetragonophthalmus |
|  |                               |

|  | Eurypterus pittsfordensis |
|  |                           |
|  | Eurypterus leopoldi       |
|  |                           |
|  | Eurypterus serratus       |
|  |                           |

|  | Eurypterus remipes   |
|  |                      |
|  | Eurypterus lacustris |
|  |                      |

|  | Eurypterus henningsmoeni      |
|  |                               |
|  | Eurypterus tetragonophthalmus |
|  |                               |

|  | Eurypterus remipes   |
|  |                      |
|  | Eurypterus lacustris |
|  |                      |

|  | Eurypterus henningsmoeni      |
|  |                               |
|  | Eurypterus tetragonophthalmus |
|  |                               |

|  | Eurypterus pittsfordensis |
|  |                           |
|  | Eurypterus leopoldi       |
|  |                           |
|  | Eurypterus serratus       |
|  |                           |

|  | Eurypterus remipes   |
|  |                      |
|  | Eurypterus lacustris |
|  |                      |

|  | Eurypterus henningsmoeni      |
|  |                               |
|  | Eurypterus tetragonophthalmus |
|  |                               |

|  | Eurypterus remipes   |
|  |                      |
|  | Eurypterus lacustris |
|  |                      |

|  | Eurypterus henningsmoeni      |
|  |                               |
|  | Eurypterus tetragonophthalmus |
|  |                               |

|  | Eurypterus pittsfordensis |
|  |                           |
|  | Eurypterus leopoldi       |
|  |                           |
|  | Eurypterus serratus       |
|  |                           |

|  | Eurypterus remipes   |
|  |                      |
|  | Eurypterus lacustris |
|  |                      |

|  | Eurypterus henningsmoeni      |
|  |                               |
|  | Eurypterus tetragonophthalmus |
|  |                               |

|  | Eurypterus remipes   |
|  |                      |
|  | Eurypterus lacustris |
|  |                      |

|  | Eurypterus henningsmoeni      |
|  |                               |
|  | Eurypterus tetragonophthalmus |
|  |                               |

|  | Eurypterus pittsfordensis |
|  |                           |
|  | Eurypterus leopoldi       |
|  |                           |
|  | Eurypterus serratus       |
|  |                           |

|  | Eurypterus remipes   |
|  |                      |
|  | Eurypterus lacustris |
|  |                      |

|  | Eurypterus henningsmoeni      |
|  |                               |
|  | Eurypterus tetragonophthalmus |
|  |                               |

|  | Eurypterus remipes   |
|  |                      |
|  | Eurypterus lacustris |
|  |                      |

|  | Eurypterus henningsmoeni      |
|  |                               |
|  | Eurypterus tetragonophthalmus |
|  |                               |

|  | Eurypterus pittsfordensis |
|  |                           |
|  | Eurypterus leopoldi       |
|  |                           |
|  | Eurypterus serratus       |
|  |                           |

|  | Eurypterus remipes   |
|  |                      |
|  | Eurypterus lacustris |
|  |                      |

|  | Eurypterus henningsmoeni      |
|  |                               |
|  | Eurypterus tetragonophthalmus |
|  |                               |

|  | Eurypterus remipes   |
|  |                      |
|  | Eurypterus lacustris |
|  |                      |

|  | Eurypterus henningsmoeni      |
|  |                               |
|  | Eurypterus tetragonophthalmus |
|  |                               |

|  | Eurypterus pittsfordensis |
|  |                           |
|  | Eurypterus leopoldi       |
|  |                           |
|  | Eurypterus serratus       |
|  |                           |

|  | Eurypterus remipes   |
|  |                      |
|  | Eurypterus lacustris |
|  |                      |

|  | Eurypterus henningsmoeni      |
|  |                               |
|  | Eurypterus tetragonophthalmus |
|  |                               |

|  | Eurypterus remipes   |
|  |                      |
|  | Eurypterus lacustris |
|  |                      |

|  | Eurypterus henningsmoeni      |
|  |                               |
|  | Eurypterus tetragonophthalmus |
|  |                               |

|  | Eurypterus pittsfordensis |
|  |                           |
|  | Eurypterus leopoldi       |
|  |                           |
|  | Eurypterus serratus       |
|  |                           |

|  | Eurypterus remipes   |
|  |                      |
|  | Eurypterus lacustris |
|  |                      |

|  | Eurypterus henningsmoeni      |
|  |                               |
|  | Eurypterus tetragonophthalmus |
|  |                               |

|  | Eurypterus remipes   |
|  |                      |
|  | Eurypterus lacustris |
|  |                      |

|  | Eurypterus henningsmoeni      |
|  |                               |
|  | Eurypterus tetragonophthalmus |
|  |                               |

## En la cultura popular
- Eurypterus remipes fue designado como el fósil estatal de Nueva York por el entonces gobernador Mario Cuomo en 1984.[32]